# Valemount (Colombie-Britannique)
Pour les articles homonymes, voir Valemount.
Valemount est un village de 1021 personnes situé dans l'est central de la Colombie-Britannique (district régional de Fraser-Fort George), au Canada.
Les divertissements extérieurs comme la randonnée pédestre, le ski, la motoneige et l'équitation y sont populaires été comme hiver.
Le village possède une gare.

## Démographie
| 2001  | 2006  | 2011  | 2016  |
| ----- | ----- | ----- | ----- |
| 1 243 | 1 018 | 1 020 | 1 021 |